# Lopătari (gmina)
Lopătari – gmina w Rumunii, w okręgu Buzău. Obejmuje miejscowości Brebu, Fundata, Lopătari, Luncile, Pestrițu, Plaiu Nucului, Ploștina, Potecu, Săreni, Terca i Vârteju. W 2011 roku liczyła 4242 mieszkańców.